# Osobita

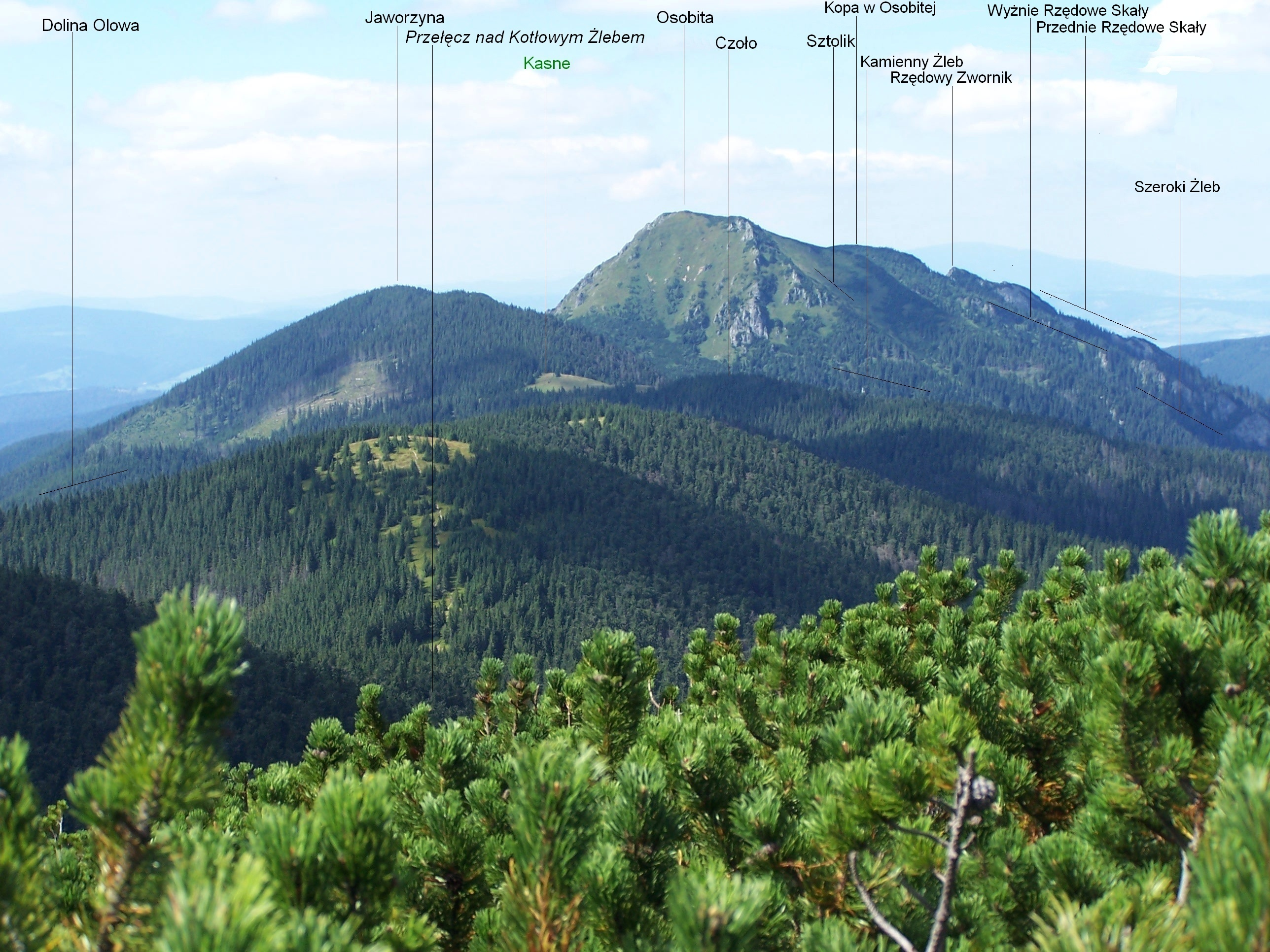
Osobita, widok z grani Grzesia

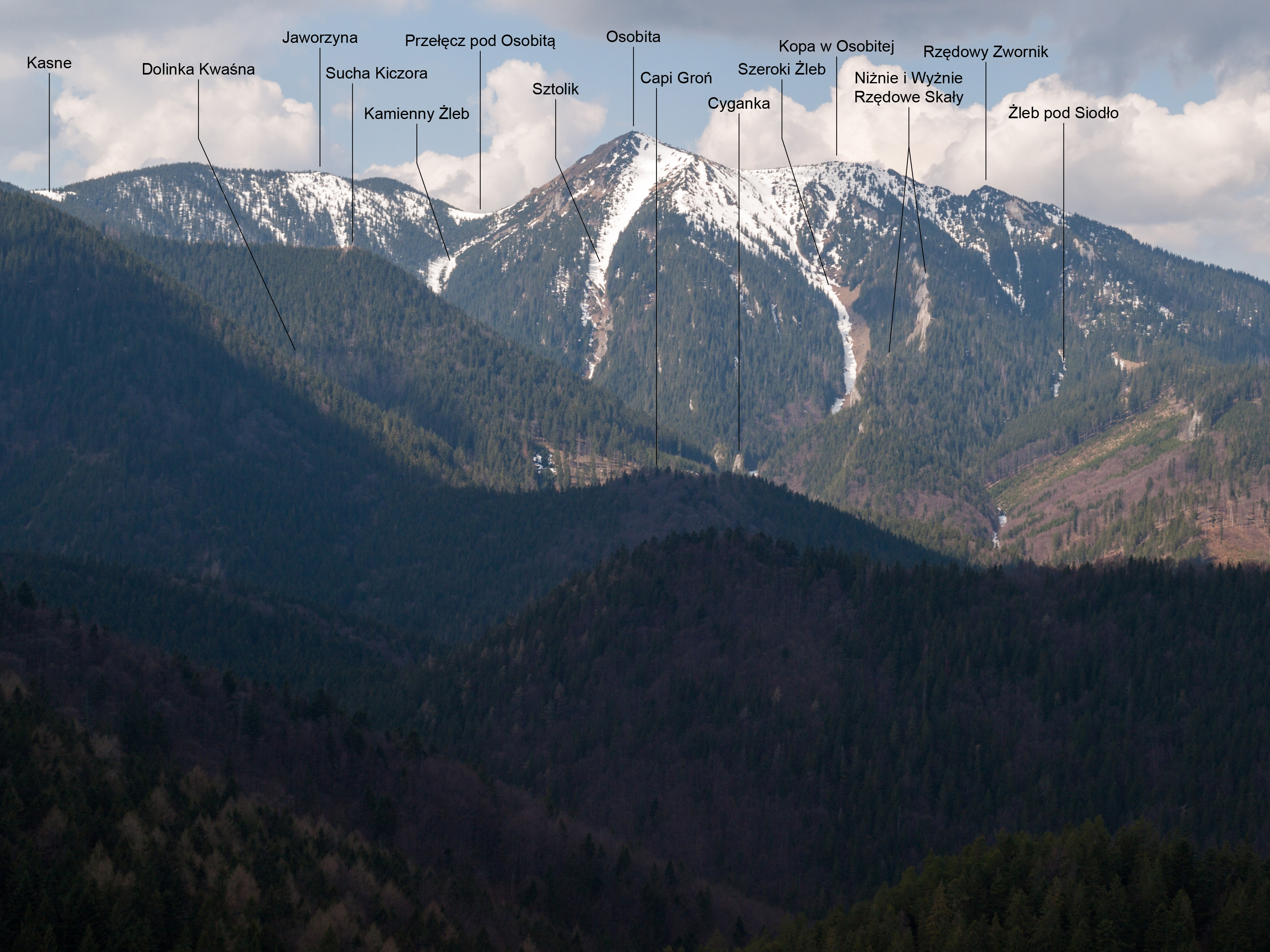
Jaworzyna i Osobita od wschodu (z Turka)

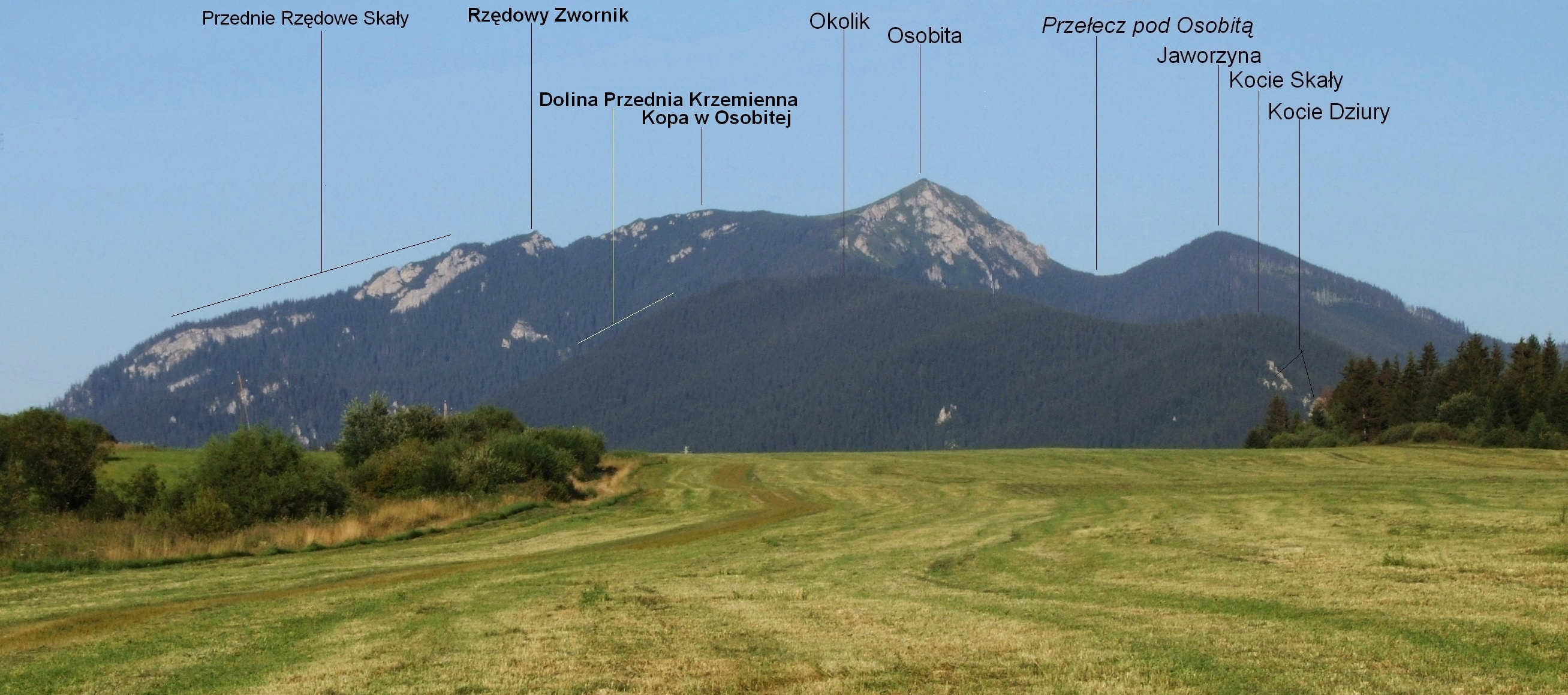
Osobita i Jaworzyna od zachodu

Osobita (słow. Osobitá) – szczyt w północno-zachodniej części słowackich Tatr Zachodnich. Jest niezbyt wysoki (1687 m), ale wybitnie wyodrębniony, odsunięty na północ od głównego trzonu Tatr. Nazwa szczytu pochodzi od góralskiego słowa osobity, to znaczy oddzielony, osobny, i rzeczywiście Osobita oglądana z wielu stron wygląda, jak gdyby była górą samodzielną, oddzieloną od Tatr. Widoczna jest m. in. z Zakopanego.

## Topografia
Osobita znajduje się w północno-zachodniej grani Grzesia i jest najwyższym szczytem w tej grani. Wznosi się ponad dolinami: Zuberską, Błotną, Mihulczą i Bobrowiecką Orawską. Masyw Osobitej tworzy kilka grani, grzęd i skalistych grzebieni, pomiędzy które wcinają się w niego doliny i żleby, będące odnogami wspomnianych wyżej czterech głównych dolin. W kierunku ruchu wskazówek zegara są to:
- południowo-wschodnia krótka grań opadająca do Przełęczy pod Osobitą (1523 m) znajdującej się w północno-zachodniej grani Grzesia
- długa zachodnia grań, poprzez Okolik i Kocie Skały ciągnąca się po Maniową Przehybę (946 m) uznawaną za granicę między Tatrami i Rowem Zuberskim. Grań ta oddziela Ciepły Żleb (odnoga Doliny Zuberskiej) od Doliny Przedniej Krzemiennej (odnoga Doliny Błotnej)
- północna grań poprzez dwa wierzchołki (Kopę w Osobitej 1630 m i Rzędowy Zwornik 1589 m) oraz Przednie Rzędowe Skały opadająca do Doliny Mihulczej w pobliżu przełęczy Borek (940 m) oddzielającej Tatry od Skoruszyńskich Wierchów. Grań ta rozgałęzia się na kilka ramion, pomiędzy które wcina się kilka kolejnych dolin i żlebów: Dolina Przednia Krzemienna, Dolina Pośrednia Krzemienna (odnogi Doliny Błotnej), Dolina Zadnia Krzemienna i Mihulczy Żleb (odnogi Doliny Mihulczej) oraz Żleb pod Siodło (odnoga Doliny Suchej Orawickiej, ta zaś z kolei jest odnogą Doliny Bobrowieckiej)
- z Kopy w Osobitej odbiega grań wschodnia (z odchyleniem na północ) z Wyżnimi i Niżnymi Rzędowymi Skałami, oddzielająca Żleb pod Siodło od Szerokiego Żlebu (obydwa są odnogami Doliny Suchej Orawickiej i obydwa bywają zwane Suchymi Żlebami)
- wschodni grzbiet, zakończony Cyganką, oddzielający Szeroki Żleb od głównego ciągu Doliny Suchej Orawickiej
- wschodnia krótka grzęda, oddzielająca górne części Doliny Suchej Orawickiej – Sztolik i Kamienny Żleb.

## Opis szczytu
Osobita uważana była przez długi czas za symbol końca Tatr, które, jak pisali polscy literaci końca XIX w., ciągną się „od Hawrania po Osobitą”. Czasami wydzielana jest w odrębną jednostkę geomorfologiczną, zajmującą 12% powierzchni słowackiej części Tatr Zachodnich.
Doliny Osobitej różnią się od większości pozostałych w słowackiej części Tatr Zachodnich. Masyw Osobitej zbudowany jest bowiem z leżących na skałach krystalicznych piaskowców dolnojurajskich oraz wapieni i dolomitów. Jego doliny podczas ostatniego zlodowacenia nie były zlodowacone, lecz powstały jako doliny rzeczne w wyniku erozji wodnej. W masywie Osobitej znajdują się liczne jaskinie krasowe, nie wszystkie zostały dotąd zbadane. Według stanu na 1997 r. największe z nich to Bezdenna Studnia i Jaskinia w Okoliku. Wydobywano tutaj, podobnie jak w wielu innych miejscach Tatr, rudy żelaza. Po dawnych pracach górniczych pozostały sztolnie.

## Historia
Nazwa szczytu jest bardzo stara, notowana jest w dokumencie z 1615 r. W polskich źródłach pojawia się w 1630 r. w opisach dla poszukiwaczy skarbów, w 1815 r. wymienia ją Stanisław Staszic.
W przeszłości góra stanowiła ważny ośrodek pasterstwa, znajdowało się na niej 5 hal, w XVII w. wypasano tutaj aż 1500 sztuk owiec i krów. Według ludowych podań wcięta w jej stoki i rozgałęziona Dolina Sucha Orawicka była gniazdem zbójników. Na wiosnę zbierali się w drużyny, a sygnałem do zbiórki była watra rozpalana na szczycie. W jaskiniach Osobitej ukrywali złupione skarby, a w jednej z nich Marduła Krwawy zabił urzędnika z Kościeliska. Między innymi w dolinach wokół Osobitej ukrywał się polski zbójnik Tatar Myśliwiec.
Z żadnego innego szczytu nie są tak dobrze widoczne orawskie szczyty Tatr, jak właśnie z odkrytych wierzchołkowych partii Osobitej. Już pod koniec XIX w. była ona zwiedzana turystycznie; w 1870 r. wszedł na nią Tytus Chałubiński, a pierwszego odnotowanego wejścia zimowego dokonał Mariusz Zaruski z towarzyszami w 1906 r. Na początku XX w. istniał na szczycie Jaworzyny, zwanej wówczas Małą Osobitą (1586 m) schron dla turystów. Od 1989 r. masyw Osobitej jest już niedostępny dla turystów, utworzono tutaj bowiem obszar ochrony ścisłej Rezervácia Osobitá o powierzchni 458 ha i zamknięto przebiegające przez jego teren szlaki turystyczne. Obecnie jedyny szlak turystyczny prowadzi obrzeżami masywu Osobitej, przez Ciepły Żleb i Przełęcz pod Osobitą.

## Szlaki turystyczne
Zwierówka – Przełęcz pod Osobitą – Grześ:
- Czas przejścia ze Zwierówki na Przełęcz pod Osobitą: 2:05 h, ↓ 1:30 h
- Czas przejścia z przełęczy na Grzesia: 2 h, ↓ 1:50 h